# Yusuke Minato
Yusuke Minato –en japonés, 湊祐介, Minato Yusuke– (Kitaakita, 15 de marzo de 1985) es un deportista japonés que compitió en esquí en la modalidad de combinada nórdica.
Ganó una medalla de oro en el Campeonato Mundial de Esquí Nórdico de 2009, en la prueba por equipo. Participó en dos Juegos Olímpicos de Invierno, en los años 2010 y 2014, ocupando el quinto lugar en Sochi 2014, en la misma prueba.

## Palmarés internacional
| Campeonato Mundial | Campeonato Mundial        | Campeonato Mundial | Campeonato Mundial       |
| Año                | Lugar                     | Medalla            | Prueba                   |
| ------------------ | ------------------------- | ------------------ | ------------------------ |
| 2009               | Liberec (República Checa) | Medalla de oro     | TG + 4 × 5 km por equipo |